# Двадцать с небольшим
«Двадцать с небольшим» (иер. трад. 晚9晨報5, упр. 晚9晨报5, кант.-рус.: Вань 9 Чжао 5, англ. Twenty Something) — гонконгский драма 1994 года режиссёра Тедди Чань. Главные роли в фильме исполнили Джордан Чан, Валери Чоу, Мозес Чан и Кар Син Пак.
Картина получила четыре номинации на 14-й Гонконгской кинопремии. Джордан Чан победил в категории «Лучшая мужская роль второго плана»

## Сюжет
Фильм рассказывает о жизни гонконгских яппи, которые регулярно собираются в клубе «Берлин», чтобы поболтать на отвлечённые темы и хорошо провести время. Все они очень непохожи друг на друга, но их объединяет внутреннее одиночество.

## В ролях
- Джордан Чан — Бо
- Валери Чоу[англ.] — Элис
- Мозес Чан — Том
- Кар Син Пак[англ.] — Пэт
- Фарини Чунг — Дженнифер
- Селена Ху — Сью

## Награды и номинации
| Награды                     | Награды                           | Награды                                                                              | Награды   |
| Кинопремия                  | Категория                         | Лауреат / претендент                                                                 | Результат |
| --------------------------- | --------------------------------- | ------------------------------------------------------------------------------------ | --------- |
| 14-я Гонконгская кинопремия | Лучший сценарий                   | Джеймс Юэнь                                                                          | Номинация |
| 14-я Гонконгская кинопремия | Лучшая мужская роль второго плана | Джордан Чан                                                                          | Победа    |
| 14-я Гонконгская кинопремия | Лучший новый актёр                | Джордан Чан                                                                          | Номинация |
| 14-я Гонконгская кинопремия | Лучшая песня                      | Композитор: Джозеф Вонг, Кларенс Хуэй • Слова: Альберт Люнг • Исполнитель: Сэнди Лам | Номинация |